# Гней Генуций Авгурин
Гней Генуций Авгурин (лат. Gnaeus Genucius Augurinus; погиб в 396 году до н. э.) — римский политический деятель из патрицианского рода Генуциев, военный трибун с консульской властью 399 и 396 годов до н. э.
Тит Ливий называет Гнея Генуция плебеем. Во время обоих трибунатов у Гнея Генуция было пять коллег; в 396 году до н. э. был назначен диктатор Марк Фурий Камилл, взявший Вейи. По данным Ливия, Генуций погиб в бою с фалисками и капенцами, когда его войско попало в засаду.
Антиковед Фридрих Мюнцер констатирует, что описание гибели Гнея дублирует описание гибели Луция Генуция Авентинского, относящееся к 365 году до н. э. Он предположил, что патроним Гнея («сын Марка») в Капитолийских фастах был внесён туда, чтобы искусственно связать этого Генуция с децемвиром Марком Минуцием Авгурином.